# Baliza (Goiás)
Baliza é um município brasileiro do interior do estado de Goiás, Região Centro-Oeste do país. Sua população estimada no mais recente IBGE  mostra que há 3.715 habitantes,sua área é de 1.783 km quadrados. Está em conurbação com o município de Torixoréu, de Mato Grosso.